# الكأس الممتاز الليبي 2018
بطولة الكأس الممتاز الليبي 2018 هي النسخة السادسة عشرة من بطولة الكأس الممتاز الليبي، والنسخة الخامسة عشرة من البطولة التي تقام بنظام المباراة الواحدة، وقد فاز النصر فيها بالكأس الوحيدة له. لُعبت هذه البطولة بين النصر بطل الدوري الليبي الممتاز والاتحاد بطل كأس ليبيا (وهو ثالث لقاءٍ بينهما)، وكان من المفترض لعبها بتاريخ 21 أكتوبر 2018 لكنها تأجلت أكثر من مرة لدواعي أمنية، حتى استقر لعبها بتاريخ 31 مايو 2021، على ملعب شهداء بنينا، وانتهت بفوز النصر على الاتحاد بنتيجة 1-0.

## المباراة
| النصر            | 1–0   | الاتحاد |
| ---------------- | ----- | ------- |
| مهند أبوعجيلة 6' | تقرير |         |